# Parc naturel de la forêt de Romincka
Le parc naturel de la forêt de Romincka (en polonais : Park Krajobrazowy Puszczy Rominckiej), est un parc naturel de Pologne, couvrant x km2. 